# Lisandro (eforo)
Lisandro (in greco antico: Λύσανδρος?, Lýsandros; ... – III secolo a.C.) è stato un politico spartano, eforo nel 242 a.C. e artefice della deposizione del re Leonida II.

## Biografia
Lisandro discendeva dall'omonimo navarco, vincitore degli Ateniesi nella guerra del Peloponneso.
Fautore della politica riformatrice del giovane re Agide IV, fu eletto eforo nel 242 a.C. e sostenne il sovrano nel suo progetto, che prevedeva l'abolizione dei debiti e la redistribuzione delle terre coltivabili ai cittadini.
Dato che l'altro re, Leonida II, era invece contrario alla riforma di Agide, Lisandro architettò un piano per arrivare alla sua deposizione. Dopo aver accusato Leonida di fronte all'Apella di aver sposato, in violazione di un'antica legge di Sparta, una donna straniera, figlia di un luogotenente di Seleuco II, Lisandro convocò gli altri quattro efori per un rito divinatorio tradizionale che doveva confermare se gli dèi fossero favorevoli alla deposizione del sovrano.
Secondo questo antico rito, che poteva essere celebrato una sola volta ogni nove anni, gli efori, in una notte di novilunio priva di nuvole, avrebbero dovuto scrutare il cielo in silenzio: se uno dei magistrati avesse visto una stella cadente, significava che uno dei due re aveva violato le antiche leggi di Sparta e doveva essere deposto e mandato in esilio finché, eventualmente, l'oracolo di Delfi o quello di Olimpia non avessero dimostrato la sua innocenza.
Naturalmente, Lisandro disse di aver visto una stella cadente in cielo e Leonida fu costretto a lasciare Sparta, mentre Lisandro faceva incoronare al suo posto il genero del re, Cleombroto II, più accondiscendente alla politica di Agide.
La riforma prevista, però, tardò ad essere messa in pratica, da una parte per l'avvenuta decadenza di Lisandro dall'eforato, la cui durata era di un solo anno e che non era rinnovabile, dall'altra a causa di Agesilao, zio di Agide ed anch'egli eforo nel 242 a.C., che in tutti i modi cercava di procrastinare l'applicazione della riforma per evitare di dover rinunciare ai suoi ingenti possedimenti terrieri.
Inoltre, i nuovi efori che erano stati eletti al posto dei precedenti si erano schierati dalla parte di Leonida e stavano progettando il suo rientro: Lisandro convinse quindi i re a destituire i magistrati in carica e a sostituirli con degli altri cittadini, di orientamento politico più favorevole.
Il malcontento della popolazione per la mancata applicazione della riforma portò in ogni caso al ritorno di Leonida, che si reimpossessò del trono e mandò in esilio il genero Cleombroto. Dopo aver di nuovo sostituito gli efori in carica, Leonida fece uccidere il collega Agide, fatto senza precedenti nella storia di Sparta.
Le fonti antiche tacciono sulla sorte capitata a Lisandro col ritorno di Leonida al potere, mentre sappiamo da Plutarco che Agesilao trovò scampo all'estero grazie al figlio Ippomedonte.